# Phumosia dioclea
Phumosia dioclea är en tvåvingeart som först beskrevs av Walker 1849.  Phumosia dioclea ingår i släktet Phumosia och familjen spyflugor. Inga underarter finns listade i Catalogue of Life.